# Идарубицин
Идарубицин — (лат. Idarubicinum, англ. Idarubicin) — один из антрациклиновых антибиотиков, цитостатический препарат, аналог даунорубицина (4-деметоксидаунорубицин). Брутто-формула C26H27NO9, молекулярная масса 533,96, код CAS: 58957-92-9. Обладает противоопухолевой активностью, применяется в химиотерапии рака.
Отличается широким спектром действия, а также большей эффективностью и меньшей токсичностью, чем даунорубицин и другие его производные. В отличие от остальных производных даунорубицина, может применяться не только парентерально, но и перорально. Производится полусинтетически, исходя из даунорубицина или некоторых его производных. Молекула идарубицина состоит из тетрациклического антрахиноидного агликона идарубицинона (4-деметоксидаунорубицинона), соединённого гликозидной связью с аминосахаром даунозамином. Растворим в водных растворах кислот, ацетоне, бутаноле, хлороформе. Коммерчески доступен в виде идарубицина гидрохлорида.
Идарубицина гидрохлорид представляет собой кристаллический порошок оранжево-красного или красного цвета, брутто-формула C26H27NO9HCl. Код CAS 57852-57-0. Растворим в воде и метаноле, практически нерастворим в ацетоне. Синоним: Заведос.

## Фармакологическое действие
Идарубицин, встраиваясь в молекулу ДНК, взаимодействует с топоизомеразой II и ингибирует синтез нуклеиновых кислот. Оказывает антимитотическое и цитотоксическое действие.
Идарубицин обладает высокой липофильностью и характеризуется более высокой скоростью проникновения в клетки по сравнению с доксорубицином и даунорубицином.
Основной метаболит идарубицина — идарубицинол обладает противоопухолевой активностью и имеет менее выраженную кардиотоксичность, чем идарубицин.

## Фармакокинетика

### Всасывание
У пациентов с нормальной функцией печени и почек идарубицин быстро всасывается после приёма внутрь, достигая Cmax через 2-4 ч. Биодоступность идарубицина при приёме внутрь составляет 18-39 % (индивидуальные показатели 3-77 %).

### Распределение
Захват идарубицина ядросодержащими клетками крови и костного мозга у больных лейкозами идёт очень быстро и практически совпадает с его появлением в плазме крови (Cmax идарубицина в ядросодержащих клетках достигается через несколько минут после в/в введения препарата). Концентрации идарубицина и идарубицинола в ядросодержащих клетках крови и костного мозга более чем в 100—200 раз превышают соответствующие концентрации в плазме крови.

### Метаболизм и выведение
Идарубицин быстро метаболизируется до активного метаболита идарубицинола.
Выводится, в основном, в виде идарубицинола с жёлчью, а также с мочой в неизменном виде (1-2 %) и в виде идарубицинола (4.6 %).
Т1/2 идарубицина после приёма внутрь составляет 10-35 ч, после в/в введения — 11-25 ч. Идарубицинол характеризуется более длительным Т1/2 — 33-60 ч при приёме внутрь и 41-69 ч — при в/в введении. Скорость выведения идарубицина и идарубицинола из плазмы крови и клеток практически совпадает (терминальный Т1/2 идарубицина из клеток составляет около 15 ч, а идарубицинола — около 72 ч).

## Показания
Лиофилизат для в/в введения
- в качестве терапии первой линии для индукции ремиссии у взрослых с острым нелимфобластным лейкозом или острым миелобластным лейкозом у нелеченых больных, а также при рецидивах или резистентных случаях;
- в качестве терапии второй линии при острых лимфобластных лейкозах у взрослых и детей.

Капсулы
- для индукции ремиссии у больных с нелеченым острым нелимфобластным лейкозом, а также при рецидивах или резистентных случаях, когда по какой-либо причине (медицинской, физиологической, социальной) невозможно в/в применение препарата;
- для лечения поздних стадий рака молочной железы при неэффективности химиотерапии препаратами первой линии в том случае, если антрациклины не были включены в схему лечения.

## Режим дозирования
При остром нелимфобластном лейкозе дозу лиофилизата для в/в введения для взрослых устанавливают из расчёта 12 мг/м2 площади поверхности тела; препарат вводят в/в ежедневно в течение 3 дней, в сочетании с цитарабином. Возможна другая схема применения Заведоса — в виде монотерапии или в сочетании с другими препаратами из расчёта 8 мг/м2 в/в ежедневно в течение 5 дней.
При остром лимфобластном лейкозе препарат применяют в виде монотерапии. Дозу для взрослых устанавливают из расчёта 12 мг/м2, для детей — 10 мг/м2; препарат вводят в/в ежедневно в течение 3 дней.
Все приведённые схемы должны использоваться с учётом гематологического статуса больного, а также доз других цитотоксических препаратов, применяемых при комбинированной терапии.
Правила приготовления и введения раствора
В качестве растворителя используется только вода для инъекций. Для приготовления раствора 5 мг препарата растворяют в 5 мл воды для инъекций.
Для уменьшения риска экстравазации рекомендуется вводить полученный раствор через трубку системы для в/в введения (во время инфузии 0,9 % раствора натрия хлорида) медленно в течение 5-10 мин.
Капсулы взрослым при остром нелимфобластном лейкозе назначают в суточной дозе из расчёта 30 мг/м2; препарат применяется в виде монотерапии в течение 3 дней. Альтернативой является назначение препарата в дозе 15-30 мг/м2 ежедневно в течение 3 дней в комбинации с другими антилейкемическими препаратами.
При поздних стадиях рака молочной железы препарат назначают в виде монотерапии из расчёта 45 мг/м2 в течение одного дня, либо по 15 мг/м2/сут в течение 3-х дней. Данную схему повторяют каждые 3-4 недели в зависимости от гематологического статуса пациента.
Препарат можно назначать из расчёта 35 мг/м2 в течение одного дня в сочетании с другими химиотерапевтическими препаратами.
Капсулы можно принимать вместе с пищей, их необходимо глотать целиком, запивая небольшим количеством воды; капсулы нельзя раскусывать, сосать или разжёвывать.
При нарушениях функции печени и почек пациентам с повышенным уровнем билирубина и/или креатинина в сыворотке крови дозу Заведоса необходимо уменьшить или отменить терапию препаратом. Если уровень билирубина в сыворотке крови превышает 2 мг% Заведос следует отменить; если уровень билирубина находится в пределах 1.2-2 мг% дозу Заведоса следует уменьшить на 50 %.

## Побочное действие
Со стороны сердечно-сосудистой системы: флебиты, тромбофлебиты и тромбоэмболия, в том числе и эмболия лёгочной артерии. Проявлением ранней (острой) кардиотоксичности является синусовая тахикардия и/или изменения на ЭКГ (неспецифические изменения сегмента ST или зубца T). Также могут отмечаться тахиаритмии, включая желудочковую экстрасистолию и желудочковую тахикардию, брадикардия, AV-блокада и блокада ножек пучка Гиса. Возникновение этих явлений не всегда является прогностическим фактором развития впоследствии отсроченной кардиотоксичности, они редко бывают клинически значимыми и не требуют отмены терапии Заведосом. Поздняя (отсроченная) кардиотоксичность обычно отмечается во время последних курсов терапии или через несколько месяцев или лет после завершения терапии. Поздняя кардиомиопатия проявляется снижением фракции выброса левого желудочка и/или симптомами хронической сердечной недостаточности (одышка, отёк лёгких, гипостатический отёк, кардиомегалия и гепатомегалия, олигурия, асцит, экссудативный плеврит, ритм галопа). Также могут отмечаться подострый перикардит/миокардит. Наиболее тяжёлой формой вызванной антрациклинами кардиомиопатии является опасная для жизни застойная сердечная недостаточность, которая представляет собой токсичность, ограничивающую кумулятивную дозу препарата.
Со стороны системы кроветворения: миелосупрессия отмечается у всех больных, получающих терапевтические дозы препарата; дозозависимая обратимая лейкопения и/или гранулоцитопения (нейтропения) является дозолимитирующей токсичностью препарата. Лейкопения и нейтропения обычно бывают тяжёлыми, также могут наблюдаться тромбоцитопения и анемия. Число нейтрофилов и тромбоцитов обычно достигает наиболее низких значений к 10-14 дню после введения препарата, восстановление картины крови наблюдается в течение третьей недели. Клиническим проявлением тяжёлой миелосупрессии могут быть озноб, инфекции, сепсис/септицемия, септический шок, геморрагия, гипоксия тканей и даже смерть. Вторичная лейкемия с или без прелейкемической фазы может наблюдаться у пациентов, которым антрациклины назначаются в комбинации с нарушающими структуру ДНК противоопухолевыми средствами, в случае, когда пациенты до начала лечения Заведосом получали усиленную терапию цитотоксическими препаратами или высокие дозы антрациклинов. Такая лейкемия может иметь латентный период от 1 до 3 лет.
Со стороны пищеварительной системы: тошнота, рвота, отсутствие аппетита, дегидратация, эзофагит, боль в животе, изжога, эрозии/язвы слизистой оболочки ЖКТ, диарея, колиты (в том числе тяжёлые энтероколиты, включая нейтропенический энтероколит с перфорацией), повышение активности печёночных ферментов и увеличение уровня билирубина; мукозиты (в основном стоматиты, реже эзофагиты) появляются вскоре после начала приёма препарата и могут прогрессировать в течение нескольких дней вплоть до изъязвления слизистой оболочки. Большинство побочных эффектов исчезает к третьей неделе терапии. Редко на фоне приёма препарата внутрь наблюдалось развитие тяжёлых осложнений со стороны ЖКТ (перфорация, кровотечение) у больных с острым лейкозом, либо у больных, имевших в анамнезе другое заболевание или получавших лекарственную терапию, приводящую к развитию желудочно-кишечных осложнений.
Со стороны мочевыделительной системы: нефропатия, обусловленная повышенным образованием мочевой кислоты, красное окрашивание мочи в течение 1-2 дней после приёма препарата.
Дерматологические реакции: алопеция, местные токсические реакции и изменения кожи (образование волдырей, тяжёлый целлюлит, некроз), сыпь, зуд, гиперпигментация кожи и ногтей, гиперчувствительность облучённой кожи («ответная реакция на облучение»), периферическая эритема.
Аллергические реакции: крапивница, приливы жара к лицу, анафилаксия.
Местные реакции: некроз тканей в месте в/в введения.
Прочие: иммунодепрессия, гиперурикемия вследствие быстрого лизиса опухолевых клеток («синдром лизиса опухоли»).

## Противопоказания
- выраженные нарушения функции печени;
- выраженные нарушения функции почек;
- выраженная сердечная недостаточность;
- недавно перенесённый инфаркт миокарда;
- клинически значимые аритмии;
- миелосупрессия;
- предшествующая терапия с применением максимальных кумулятивных доз идарубицина и/или других антрациклинов или антрацендионов;
- беременность;
- лактация;
- повышенная чувствительность к идарубицину и/или другим компонентам препарата, а также к другим антрациклинам и антрацендионам.

## Беременность и лактация
Заведос противопоказан при беременности и в период лактации.
Пациенты детородного возраста, получающие терапию препаратом Заведос, должны использовать надёжные методы контрацепции.

## Особые указания
С осторожностью следует назначать препарат при миокардите, ветряной оспе, опоясывающем лишае, подагре или уратном нефролитиазе (в анамнезе), инфекциях, лейкопении, тромбоцитопении, пациентам пожилого возраста (старше 60 лет).
Заведос должны применять врачи, имеющие опыт проведения цитотоксической химиотерапии.
Перед началом применения препарата Заведос следует убедиться в отсутствии у пациента признаков острой токсичности (стоматит, нейтропения, тромбоцитопения, генерализованные инфекции), возникшей в результате предшествующей терапии цитотоксическими препаратами.
До начала и во время каждого цикла терапии необходимо проводить тщательный контроль картины периферической крови (в том числе дифференцированный подсчёт лейкоцитов).
Для снижения риска возникновения тяжёлого токсического поражения сердца рекомендуется до начала и во время терапии Заведосом проводить регулярный мониторинг его функции (с применением одной и той же методики оценки на протяжении всего периода наблюдения), включая оценку фракции выброса левого желудочка по данным эхокардиографии или многоканальной радиоизотопной ангиографии, а также ЭКГ-мониторинг. Мониторинг функции сердца должен быть особенно тщательным у пациентов с факторами риска, а также у пациентов, получающих высокие кумулятивные дозы антрациклинов. При обнаружении признаков кардиотоксичности лечение Заведосом следует немедленно прекратить. К факторам риска развития кардиотоксичности относятся сердечно-сосудистые заболевания в активной или скрытой фазе, предшествующая или сопутствующая лучевая терапия области средостения или перикардиальной области, предшествующая терапия другими антрациклинами или антрацендионами, одновременное применение других препаратов, подавляющих сократительную способность сердца. Однако, кардиотоксичность вследствие применения препарата может развиться и при более низких кумулятивных дозах и вне зависимости от наличия или отсутствия факторов риска развития кардиотоксичности. Предполагается, что токсичность идарубицина и других антрациклинов и антрацендионов носит аддитивный характер.
Предельных кумулятивных доз Заведоса при в/в введении и приёме внутрь пока не установлено. Сообщалось о случаях развития кардиомиопатии примерно у 5 % пациентов при в/в введении кумулятивной дозы, равной 150—290 мг/м2. Имеющиеся данные о пациентах, принимавших Заведос внутрь в общей кумулятивной дозе до 400 мг/м2 предполагают низкую вероятность развития кардиотоксичности.
Поскольку нарушение функций печени и/или почек может повлиять на распределение идарубицина, до и во время лечения необходимо проводить контроль функции печени и почек (с определением уровня билирубина и креатинина в сыворотке крови).
Перед назначением капсул Заведоса пациентам с повышенным риском развития кровотечения и/или перфорации ЖКТ, следует оценить соотношение предполагаемой пользы от применения препарата и риска развития осложнений.
В связи с возможным развитием гиперурикемии во время терапии рекомендуется определять уровень мочевой кислоты, калия, кальция, фосфатов и креатинина в плазме крови. Проведение профилактических мероприятий (гидратация, ощелачивание мочи, приём аллопуринола) позволяет свести к минимуму риск осложнений, связанных с синдромом лизиса опухоли.
При появлении первых признаков экстравазации (жжение или болезненность в месте инъекции) инфузию следует немедленно прекратить, а затем возобновить инфузию в другую вену до введения полной дозы.
При работе с препаратом Заведос необходимо соблюдать правила обращения с цитотоксическими веществами.
При случайном попадании препарата на кожу следует немедленно смыть его большим количеством воды с мылом или раствором натрия бикарбоната; при случайном попадании препарата в глаза — промыть глаза большим количеством воды в течение не менее 15 мин.
Загрязнённую препаратом поверхность рекомендуется обработать разбавленным раствором натрия гипохлорита (содержащим 1 % хлора).

## Передозировка
Симптомы: применение идарубицина в очень высоких дозах приводит к развитию острой кардиотоксичности в первые 24 ч и тяжёлой миелодепрессии в течение 1-2 недель. Развитие поздней (отсроченной) кардиотоксичности может наблюдаться через нескольких месяцев после передозировки антрациклинов. При приёме препарата внутрь возможно развитие желудочно-кишечных кровотечений и тяжёлого повреждения слизистой оболочки.
Лечение: необходим тщательный контроль за состоянием пациента, симптоматическая терапия; при необходимости — переливание крови, тромбоцитарной массы, назначение антибиотиков. Диализ малоэффективен.

## Лекарственное взаимодействие
При применении Заведоса в составе комбинированной химиотерапии с другими препаратами с миелосупрессивным действием отмечается аддитивный токсический эффект, особенно в отношении системы кроветворения и ЖКТ. Аддитивный миелосупрессивный эффект также может наблюдаться, если на фоне или за 2-3 недели до терапии Заведосом проводилась лучевая терапия.
При применении Заведоса в составе комбинированной химиотерапии с другими потенциально кардиотоксическими средствами происходит взаимное усиление кардиотоксичности, что требует проведения тщательного мониторинга функции сердца в течение всего периода лечения.
Одновременный приём гепатотоксичных препаратов может привести к нарушению метаболизма Заведоса, его фармакокинетики и терапевтической эффективности и/или токсичности.
Фармацевтическое взаимодействие.
Заведос нестабилен в растворах с щелочным значением pH.
Препарат нельзя смешивать с гепарином из-за возможного образования осадка, также не рекомендуется смешивать Заведос с другими препаратами.

## Условия и сроки хранения
Список Б. Препарат следует хранить в сухом, недоступном для детей месте при температуре не выше 25 °C. Срок годности — 3 года.
Условия отпуска из аптек
Препарат отпускается по рецепту.